# Norbert Kohler (Ringer)
Norbert Theo Kohler (* 21. März 1930 in Maßweiler; † 13. März 2003 in Saarbrücken) war ein deutscher Ringer, der für das Saarland antrat.

## Biografie
Norbert Kohler gehörte dem KSV 07 Gersweiler an und wurde 1950 Saarländischer Meister im Fliegengewicht. Bei den Olympischen Sommerspielen 1952 in Helsinki trat er im Bantamgewicht für das Saarland an, schied jedoch in der dritten Runde aus.